# Ozubnicová železnica
Linia kolejowa Štrbské Pleso OŽ – Štrba OŽ, Ozubnicová železnica, OŽ (pol. Kolej zębata) – słowacka, zelektryfikowana, zębata linia kolei wąskotorowej łącząca stacje Štrbské Pleso i Štrba.

## Historia
Pod koniec XIX wieku wzrosło zainteresowanie Tatrami, czego następstwem były powstające licznie uzdrowiska; od 1885 roku taki status posiadało Szczyrbskie Jezioro. W 1892 r. ówczesny właściciel miejscowości, Jozef Szentivanyi, wystąpił z inicjatywą budowy kolei zębatej, łączącej Szczyrbskie Jezioro ze Szczyrbą. Pod przewodnictwem Emila Várnai Koleje Koszycko-Bogumińskie opracowały plany budowy takiej linii. 30 czerwca 1895 r. projekt zyskał aprobatę węgierskiego Ministerstwa Handlu. Budowa rozpoczęła się bezzwłocznie, a pierwsi podróżni pokonali nową trasę składem parowym dokładnie 13 miesięcy od decyzji resortu. Dla obsługi połączenia powołano Csorbatoi Fogaskerekü Vasut (Szczyrbską Kolej Zębatą). Początkowo z kolei można było korzystać jedynie w sezonie letnim, od lipca do września, oraz w sezonie narciarskim. Przez większość roku połączenie było zawieszone.
Po uzyskaniu niepodległości przez Czechosłowację zubačka została znacjonalizowana. Dodatkowo coraz większą konkurencję zaczął stanowić transport samochodowy. Wraz z wielkim kryzysem przyczyniło się to do zawieszenia połączeń 14 września 1932 roku. 11 grudnia 1936 roku wygasła koncesja na obsługę połączenia, a w latach 40. część trakcji rozebrano.

## Współcześnie
Pomysł przywrócenia linii łączącej Szczyrbę i Szczyrbskie Jezioro został podjęty wraz ze zbliżaniem się narciarskich mistrzostw świata, które miały odbyć się w Wysokich Tatrach w 1970 roku. Dawny nasyp zubački wykorzystywany był od rozebrania szyn jako szlak pieszy. Teraz istniejące fragmenty trakcji (2/3 obecnej trasy) uzupełniono odcinkami ułożonymi na nowo. Sieć zelektryfikowano pod takim samym napięciem jak elektriczkę, z którą kolej zębata łączy się w Szczyrbskim Jeziorze. Pierwotny zamysł przewidywał również poprowadzenie kolejki w stronę Tatr Zachodnich, jednak idea ta nie została zrealizowana. Specjalnie na potrzeby OŽ (Ozubnicová železnica) wybudowano nowy dworzec w Szczyrbie. Pierwsze połączenie reaktywowana kolej zębata wykonała 12 lutego 1970 roku. Podróż między skrajnymi stacjami trwa, zależnie od kierunku, 14 lub 18 minut.